# Hadena gemella
Hadena gemella là một loài bướm đêm trong họ Noctuidae.